# Andrej Nestrašil
Andrej Nestrašil (* 22. února 1991, Praha, Československo) je český hokejový útočník.

## Kariéra
Hokejově vyrůstal v klubu HC Slavia Praha, kde v sezóně 2004-05 začal nastupovat za dorost. V sezóně 2007-08 sehrál sezónu za juniorský výběr Slavie. V roce 2008 byl draftován v import draftu CHL na 8. místě týmem Victoriaville Tigres z ligy QMJHL. Za Tigres nastupoval v následující sezóně 2008-09 v 66 zápasech. Po sezoně byl vybrán na 75. místě v draftu NHL týmem Detroit Red Wings. V sezóně 2009-10 nastupoval opět za Tigres a na konci sezóny byl vybrán v draftu KHL na 30. místě týmem HK Sibir Novosibirsk. V sezóně 2010-11 nastupoval opět v QMJHL, ale za tým Charlottetown Islanders. Po přeřazení k dospělým začal v sezóně 2011/12 nastupovat v nižších severoamerických soutěžích. V AHL za Grand Rapids Griffins a v ECHL za Toledo Walleye. V NHL dostal za Detroit Red Wings příležitost až v sezóně 2014/15. Když odehrál 13 utkání za Detroit, tak jej tým musel před odesláním na farmu zapsat na listinu nechráněných hráčů, odkud si jej stáhl generální manažer Caroliny Hurricanes, Ron Francis. Za Carolinu nastoupil do konce sezóny v dalších 41 utkáních NHL. V sezóně 2015/16 nastoupil za Carolinu v 55 utkáních, ale v sezóně 2016/17 již opět střídal první tým a nižší ligu AHL, kde nastupoval za Charlotte Checkers. Po nezdařené sezóně se rozhodl odejít do Evropy a podepsal jednoletou smlouvu s ruským celkem Neftěchimik Nižněkamsk hrajícím v KHL.
V roce 2009 reprezentoval Českou republiku na MS do 18 let a v letech 2010 a 2011 na mistrovství světa juniorů.

## Ocenění a úspěchy
- 2009 CHL - Top Prospects Game
- 2009 MS-18 - Top tří hráčů v týmu

## Prvenství
- Debut v NHL - 9. října 2014 (Detroit Red Wings proti Boston Bruins)
- První asistence v NHL - 25. října 2014 (Philadelphia Flyers proti Detroit Red Wings)
- První gól v NHL - 22. listopadu 2014 (Colorado Avalanche proti Carolina Hurricanes, brankáři Reto Berra)

## Klubové statistiky
| Sezóna        | Klub                       | Soutěž        |     | Základní část | Základní část | Základní část | Základní část | Základní část |   | Play off | Play off | Play off | Play off | Play off |
| Sezóna        | Klub                       | Soutěž        | Z   | G             | A             | B             | TM            | Z             | G | A        | B        | TM       |          |          |
| 2004/2005     | HC Slavia Praha 18'        | ČHL-18        | 3   | 0             | 1             | 1             | 2             | —             | — | —        | —        | —        |          |          |
| 2005/2006     | HC Slavia Praha 18'        | ČHL-18        | 41  | 6             | 12            | 18            | 18            | —             | — | —        | —        | —        |          |          |
| 2006/2007     | HC Slavia Praha 18'        | ČHL-18        | 43  | 24            | 37            | 61            | 75            | 5             | 2 | 2        | 4        | 6        |          |          |
| 2007/2008     | HC Slavia Praha 18'        | ČHL-18        | —   | —             | —             | —             | —             | 2             | 1 | 0        | 1        | 2        |          |          |
| 2007/2008     | HC Slavia Praha 20'        | ČHL-20        | 40  | 12            | 16            | 28            | 58            | 5             | 1 | 2        | 3        | 4        |          |          |
| 2008/2009     | Victoriaville Tigres       | QMJHL         | 66  | 22            | 35            | 57            | 67            | 4             | 2 | 1        | 3        | 10       |          |          |
| 2009/2010     | Victoriaville Tigres       | QMJHL         | 50  | 16            | 35            | 51            | 40            | 16            | 2 | 4        | 6        | 10       |          |          |
| 2010/2011     | Charlottetown Islanders    | QMJHL         | 58  | 19            | 51            | 70            | 40            | 5             | 1 | 5        | 6        | 2        |          |          |
| 2011/2012     | Toledo Walleye             | ECHL          | 51  | 7             | 22            | 29            | 20            | —             | — | —        | —        | —        |          |          |
| 2011/2012     | Grand Rapids Griffins      | AHL           | 25  | 3             | 1             | 4             | 8             | —             | — | —        | —        | —        |          |          |
| 2012/2013     | Toledo Walleye             | ECHL          | 40  | 11            | 30            | 41            | 26            | —             | — | —        | —        | —        |          |          |
| 2012/2013     | Grand Rapids Griffins      | AHL           | 25  | 3             | 3             | 6             | 2             | 1             | 0 | 0        | 0        | 0        |          |          |
| 2013/2014     | Grand Rapids Griffins      | AHL           | 70  | 16            | 20            | 36            | 24            | 10            | 4 | 2        | 6        | 2        |          |          |
| 2014/2015     | Detroit Red Wings          | NHL           | 13  | 0             | 2             | 2             | 4             | —             | — | —        | —        | —        |          |          |
| 2014/2015     | Carolina Hurricanes        | NHL           | 41  | 7             | 11            | 18            | 4             | —             | — | —        | —        | —        |          |          |
| 2014/2015     | Charlotte Checkers         | AHL           | 3   | 0             | 0             | 0             | 17            | —             | — | —        | —        | —        |          |          |
| 2015/2016     | Carolina Hurricanes        | NHL           | 55  | 9             | 14            | 23            | 8             | —             | — | —        | —        | —        |          |          |
| 2016/2017     | Carolina Hurricanes        | NHL           | 19  | 1             | 4             | 5             | 2             | —             | — | —        | —        | —        |          |          |
| 2016/2017     | Charlotte Checkers         | AHL           | 39  | 5             | 9             | 14            | 6             | 5             | 0 | 1        | 1        | 0        |          |          |
| 2017/2018     | CHK Neftěchimik Nižněkamsk | KHL           | 49  | 10            | 20            | 30            | 39            | 5             | 1 | 2        | 3        | 12       |          |          |
| 2018/2019     | CHK Neftěchimik Nižněkamsk | KHL           | 55  | 8             | 15            | 23            | 18            | —             | — | —        | —        | —        |          |          |
| 2019/2020     | HC Oceláři Třinec          | ČHL           | 2   | 1             | 3             | 4             | 0             | —             | — | —        | —        | —        |          |          |
| 2019/2020     | Metallurg Magnitogorsk     | KHL           | 48  | 13            | 11            | 24            | 22            | —             | — | —        | —        | —        |          |          |
| 2020/2021     | Metallurg Magnitogorsk     | KHL           | 54  | 11            | 12            | 23            | 34            | 12            | 2 | 2        | 4        | 12       |          |          |
| 2021/2022     | HC Oceláři Třinec          | ČHL           | 53  | 16            | 19            | 35            | 8             | 14            | 5 | 6        | 11       | 0        |          |          |
| 2022/2023     | HC Oceláři Třinec          | ČHL           | 44  | 10            | 36            | 46            | 10            | 22            | 6 | 10       | 16       | 11       |          |          |
| 2023/2024     | HC Oceláři Třinec          | ČHL           | 51  | 17            | 32            | 49            | 46            | 20            | 3 | 6        | 9        | 4        |          |          |
| 2024/2025     | HC Oceláři Třinec          | ČHL           | 47  | 7             | 21            | 28            | 8             | 9             | 1 | 7        | 8        | 4        |          |          |
| Celkem v NHL  | Celkem v NHL               | Celkem v NHL  | 128 | 17            | 31            | 48            | 18            | —             | — | —        | —        | —        |          |          |
| Celkem v AHL  | Celkem v AHL               | Celkem v AHL  | 162 | 27            | 33            | 60            | 55            | 16            | 4 | 3        | 7        | 4        |          |          |
| Celkem v ECHL | Celkem v ECHL              | Celkem v ECHL | 91  | 18            | 52            | 70            | 46            | 4             | 1 | 2        | 3        | 0        |          |          |

## Reprezentace
| Rok             | Tým             | Soutěž          | Z  | G | A | B  | TM |
| --------------- | --------------- | --------------- | -- | - | - | -- | -- |
| 2009            | Česko 18        | MS 18'          | 6  | 2 | 2 | 4  | 6  |
| 2010            | Česko 20        | MSJ             | 6  | 1 | 6 | 7  | 4  |
| 2011            | Česko 20        | MSJ             | 6  | 1 | 2 | 3  | 2  |
| 2018            | Česko           | MS              | 5  | 0 | 3 | 3  | 2  |
| Celkem v MS 18' | Celkem v MS 18' | Celkem v MS 18' | 6  | 2 | 2 | 4  | 6  |
| Celkem v MSJ    | Celkem v MSJ    | Celkem v MSJ    | 12 | 2 | 8 | 10 | 4  |